# (4724) Brocken
(4724) Brocken est un astéroïde de la ceinture principale.

## Description
(4724) Brocken est un astéroïde de la ceinture principale. Il fut découvert le 18 janvier 1961 à Tautenburg par Cuno Hoffmeister et Joachim Schubart. Il présente une orbite caractérisée par un demi-grand axe de 2,22 UA, une excentricité de 0,19 et une inclinaison de 8,5° par rapport à l'écliptique.

## Compléments